# Шибанов, Эльдар Даулетович
Эльдар Даулетович Шибанов (eng. Eldar Shibanov, родился 12 декабря 1986 года в Алма-Ате, Казахстан) — казахстанский кинорежиссёр, сценарист и продюсер.

## Биография
Родился в семье архитекторов Даулета Шибанова и Юлии Левицкой (впоследствии — продюсер, сценарист, художник кино) в 1986 году в Алма-Ате.
Окончил среднюю школу-гимназию № 51 г. Алма-Ата, затем КазГАСА по специальности «Архитектор жилых и общественных зданий»
Работает в киноиндустрии с 18 лет.
Базируется в Алма-Ате, Казахстан.
С 2010 года — соучредитель и генеральный директор Produuction Company «ARTDEPARTMENT.KZ».
Создаёт фильмы вместе с мамой Юлией Левицкой и братом Диасом Шибановым.
На базе «ARTDEPARTMENT.KZ» Эльдар Шибанов и Юлия Левицкая развили впервые в Казахстане уникальное и сложное направление киноиндустрии - спецгрим (пластический грим) и спецэффекты (SFX Makeup&SFX). В течение нескольких лет они обучались у мастеров в Голливуде и Чехии, после чего применили на практике свои знания во многих художественных фильмах. Впервые от Казахстана Эльдар Шибанов и Юлия Левицкая представили свою работу на самом известном гримерном смотре The International Make-Up Artist Trade Show (IMATS)  в Лос Анджелесе в 2018 году. Сейчас в «ARTDEPARTMENT.KZ» Эльдар Шибанов и Юлия Левицкая  обучают спецриму по собственной программе молодых кинематографистов.
Инсталляция "Сердце" (силикон, металл, аниматроника), - авторы Эльдар Шибанов, Юлия Левицкая, Диас Шибанов,  стала визитной карточкой выставки работ международных дизайнеров  "Чувство ритма" 2021 года в Алматы.
6 короткометражных фильмов срежиссировал Эльдар Шибанов.
Самый успешный короткометражный фильм на данный момент «Секс, страх и гамбуреры» (75 Venice IFF — Orizzonti Short, BIFF, 41Московский МКФ)
«Секс, страх и гамбуреры» («Sex, Fear, and Hamburgers») - это первый короткометражный фильм из Казахстана, который был отобран в официальную программу Orizzonti Short 75 Венецианского Международного Кинофестиваля.. Фильм так же участвовал в программе 23rd Busan International Film Festival (Short Film Showcase) 
Стипендиат AFA 2016. Выиграл стипендию от декана Цай Мин Лян.
Обучался в NYFA 2017
Участвовал в Berlinale Talents 2021
Финалист Biennale Collage Cinema 2021-22, проект «Горный Лук» («Mountain Onion») — реж. Эльдар Шибанов, продюсер Юлия Левицкая
Кинопроект «Горный лук» Эльдара Шибанова и продюсера Юлии Левицкой отобран в финальную четверку проектов десятого выпуска Biennale College Cinema.
Впервые казахстанский кинопроект прошёл в выпуск Biennale.
После завершения полнометражная картина будет представлена на 79-м Венецианском кинофестивале в 2022 году.
Кинопроект «Горный лук» начал разработку в Сценарной Лаборатории Центральной Азии ЮНЕСКО (CASL UNESKO) и занял второе место на финальном питчинге  этой программы. 
26 июля 2022 года объявлена официальная программа 79 Международного Венецианского Кинофестиваля, в секции Biennale Collage впервые участвует полнометражный фильм из Казахстана - "Горный Лук" ("Mountain Onion") 
Мировая премьера дебютного фильма режиссера Эльдара Шибанова "Горный Лук" ("Mountain Onion") состоялась 3 сентября 2022 года на 79-м Венецианском Кинофестивале в секции Biennale Collage-Cinema 
Эльдар Шибанов  в числе четырёх режиссеров-участников 10-го Biennale Collage-Cinema  на 79-м Венецианском Кинофестивале  был награждён специальным призом от HFPA  (Hollywood Foreign Press Association). Призёры проходят программу в Резиденции в Лос-Анжелесе. 
Фильм Горный лук участвовал в конкурсной программе Международного фестиваля II Red Sea International Film Festival  и был показан 2 и 5 декабря 2022 года в городе Джидда Саудовской Аравии.   3 декабря  делегация фильма приняла участие в фотоколле и пресс-конференции.  

## Фильмография
Полнометражные картины:
- «Горный Лук» («Mountain Onion») (2022) 90 min fiction (Режиссёр, автор сценария)
- «Kiss-In» 73 min fiction (Режиссёр, автор сценария, продюсер)

Короткометражные картины:
- «Зоопарк» («Zoogarden») (2019) 7 min fiction (Режиссёр, автор сценария)
- «Секс, страх и гамбургеры» («Sex, Fear, and Hamburgers») (2018) 20 min fiction (75 Venice IFF Orizzonti Short, 41 Moscow IFF) (Режиссёр, автор сценария)
- «Последние» («The last real people») (2016) 33 min fiction (Режиссёр, автор сценария) снят в рамках Мастерской сверхкороткого кино "Европеец-Азиат" Сахалинского международного кинофестиваля "Край Света"[13] (Sakhalin IFF "On the edge")
- «Призрак» («ELES») (2015) 35 min - fiction (Режиссёр, автор сценария) Cannes Short Corner 2015
- «Dolls Story» (2014) 14 min fiction (Режиссёр, автор сценария)
- «Let’s Go: INDIA» fiction (2013) 40 min (Режиссёр, автор сценария)

Художник-постановщик
- 2016 Hello Uncle! (Short) - AFA 2016
- 2016 Night-Fly (Short) - реж. Азиз Жамбакиев (BIFF 2016)
- 2010 Trubadur (Short) - реж. Эля Гильман

Актёр
- 2019 Trezvoz (TV Series) Yanek - реж. Эльдар Шибанов
- 2018  Фонтан (Short) - реж. Аскар Узабаев